# Ignacio Casale
Pour les articles homonymes, voir Casale.
Ignacio Nicolás Casale est un pilote chilien de rallye-raid, de motocross et de quad né le 27 avril 1987. Il est trois fois vainqueur du Rallye Dakar catégorie quad en 2014, 2018 et 2020.

## Palmarès

### Résultats au Rallye Dakar
| Année | Categorie     | Marque                  | Position       | Victoires d'etapes |
| ----- | ------------- | ----------------------- | -------------- | ------------------ |
| 2010  | Camion        |                         | 26e            | -                  |
| 2011  | Moto          |                         | 40e            | -                  |
| 2012  | Quad          | Yamaha                  | 4e             | -                  |
| 2013  | Quad          | Yamaha                  | 2e             | 1                  |
| 2014  | Quad          | Yamaha                  | 1er            | 7                  |
| 2015  | Quad          | Yamaha                  | Abd.           | 3                  |
| 2016  | Quad          | Yamaha                  | Abd.           | 2                  |
| 2017  | Quad          | Yamaha                  | 2e             | 2                  |
| 2018  | Quad          | Yamaha                  | 1er            | 4                  |
| 2019  | Quad          | Yamaha                  | Abd.           | -                  |
| 2020  | Quad          | Yamaha                  | 1er            | 4                  |
| 2021  | Camion        | Tatra Phoenix           | 9e             | -                  |
| 2022  | Camion        | Tatra Phoenix           | 27e            | -                  |
| 2023  | Protos Légers | Yamaha YXZ 1000 R Turbo | 10e            | -                  |
| 2024  | Challenger    | Yamaha YXZ 1000 R Turbo | Abd (8e étape) | 1                  |

### Autres rallyes
- Rallye Atacama 2015 : Vainqueur